# La Vergne (Charente-Maritime)
La Vergne – miejscowość i gmina we Francji, w regionie Nowa Akwitania, w departamencie Charente-Maritime.
Według danych na rok 1990 gminę zamieszkiwało 591 osób, a gęstość zaludnienia wynosiła 42 osób/km² (wśród 1467 gmin regionu Poitou-Charentes La Vergne plasuje się na 496. miejscu pod względem liczby ludności, natomiast pod względem powierzchni na miejscu 630.).